# Fresney-le-Puceux
Fresney-le-Puceux és un municipi francès situat al departament de Calvados i a la regió de Normandia. L'any 2007 tenia 602 habitants.

## Demografia

### Població
El 2007 la població de fet de Fresney-le-Puceux era de 602 persones. Hi havia 217 famílies de les quals 31 eren unipersonals (19 homes vivint sols i 12 dones vivint soles), 66 parelles sense fills, 112 parelles amb fills i 8 famílies monoparentals amb fills.
La població ha evolucionat segons el següent gràfic:
Habitants censats

### Habitatges
El 2007 hi havia 237 habitatges, 219 eren l'habitatge principal de la família, 4 eren segones residències i 14 estaven desocupats. 236 eren cases i 1 era un apartament. Dels 219 habitatges principals, 186 estaven ocupats pels seus propietaris, 28 estaven llogats i ocupats pels llogaters i 5 estaven cedits a títol gratuït; 1 tenia una cambra, 11 en tenien dues, 26 en tenien tres, 42 en tenien quatre i 139 en tenien cinc o més. 185 habitatges disposaven pel capbaix d'una plaça de pàrquing. A 70 habitatges hi havia un automòbil i a 137 n'hi havia dos o més.

### Piràmide de població
La piràmide de població per edats i sexe el 2009 era:
| Homes | Edats   | Dones |
| ----- | ------- | ----- |
| 0     | 95 o +  | 0     |
| 0     | 90 a 94 | 0     |
| 8     | 85 a 89 | 4     |
| 4     | 80 a 84 | 16    |
| 4     | 75 a 79 | 4     |
| 4     | 70 a 74 | 4     |
| 12    | 65 a 69 | 16    |
| 12    | 60 a 64 | 8     |
| 16    | 55 a 59 | 12    |
| 40    | 50 a 54 | 24    |
| 16    | 45 a 49 | 20    |
| 24    | 40 a 44 | 24    |
| 32    | 35 a 39 | 24    |
| 28    | 30 a 34 | 28    |
| 20    | 25 a 29 | 8     |
| 36    | 20 a 24 | 20    |
| 24    | 15 a 19 | 48    |
| 28    | 10 a 14 | 24    |
| 16    | 5 a 9   | 20    |
| 36    | 0 a 4   | 28    |

## Economia
El 2007 la població en edat de treballar era de 424 persones, 319 eren actives i 105 eren inactives. De les 319 persones actives 303 estaven ocupades (168 homes i 135 dones) i 16 estaven aturades (7 homes i 9 dones). De les 105 persones inactives 35 estaven jubilades, 39 estaven estudiant i 31 estaven classificades com a «altres inactius».

### Ingressos
El 2009 a Fresney-le-Puceux hi havia 246 unitats fiscals que integraven 671,5 persones, la mediana anual d'ingressos fiscals per persona era de 19.954 €.

### Activitats econòmiques
Dels 15 establiments que hi havia el 2007, 1 era d'una empresa extractiva, 1 d'una empresa alimentària, 2 d'empreses de construcció, 3 d'empreses de comerç i reparació d'automòbils, 4 d'empreses de transport, 1 d'una empresa d'hostatgeria i restauració, 1 d'una empresa financera i 2 d'empreses classificades com a «altres activitats de serveis».
Dels 2 establiments de servei als particulars que hi havia el 2009, 1 era una lampisteria i 1 restaurant.
L'únic establiment comercial que hi havia el 2009 era una fleca.
L'any 2000 a Fresney-le-Puceux hi havia 9 explotacions agrícoles que ocupaven un total de 575 hectàrees.

## Equipaments sanitaris i escolars
El 2009 hi havia 1 escola maternal integrada dins d'un grup escolar amb les comunes properes formant una escola dispersa i 1 escola elemental integrada dins d'un grup escolar amb les comunes properes formant una escola dispersa.

## Poblacions més properes
El següent diagrama mostra les poblacions més properes.